# Jimmu
Keizer Jimmu (Japans: 神武天皇, Jinmu Tennō) (711 v.Chr. – 585 v.Chr.) ook wel bekend als Kamuyamato Iwarebiko (gegeven naam: Kami Yamato Ihare Biko no Mikoto) was de mythische stichter van Japan en is de eerst genoemde keizer op de traditionele lijst van de Japanse keizers.

## Inleiding

#### Verklaring van zijn naam
Jimmu staat voor ‘Goddelijke moed’, Kami is een voormalige stadsnaam in het Zuiden van Kyushu (九州, Kyūshū), Ihare is een district in Yamato (大和) en Biko is het Japanse woord voor ‘prins’. Al deze namen waren gegeven tijdens de heerschappij van Keizer Kammu (桓武), nog voordat de Nihongi geschreven werd. Deze namen worden universeel gebruikt door Japanse schrijvers.

#### Situering
Uit het scheppingsverhaal van Japan bleek dat een van de nazaten van de zonnegodin Amaterasu de eerste keizer van Japan zou zijn geweest. Volgens de mythische verslagen uit de Kojiki en Nihonshoki zou keizer Jimmu geboren zijn op 13 februari 711 v.Chr.  Hij was de eerste legendarische keizer van de Yamato lijn en daarmee de stamvader van alle Japanse keizers.
Amaterasu had een kleinzoon, de god Ninigi no Mikoto (瓊瓊杵尊), die ze naar de Japanse eilanden zond om vrede over het hele land te brengen met behulp van drie geschenken uit de hemel. Het zwaard Kusanagi no Tsurugi (草薙の剣), de spiegel Yate no Kagami (八咫鏡) en het juweel Yasaki no Magatama (八尺瓊曲玉, ook 八坂瓊曲玉). Deze Ninigi no Mikoto huwde met Konohana Sakuya Hime (木花之開耶姫), de prinses van de berg Fuji en dochter van de berggod Oyamatsumi. Zij kregen drie zonen en een van die zonen trouwde met Toyotama Hime (豊玉姫). Zij was de dochter van Ryūjin (龍神), de Japanse zeegod. Samen kregen ze een kind Hikonagisa Takeugaya Fukiaezu no Mikoto (彦波瀲武鸕鶿草葺不合尊). Hij werd opgevoed door Tamayori Hime (玉依姫), de zus van zijn moeder. Met haar baarde hij vier kinderen en een van hen ging door het leven als keizer Jimmu.

## Migratie
In de tiende maand van 667 v.Chr. besloot Jimmu in Hyuuga om vanuit Zuid-Kyushu aan zijn befaamde expeditie richting het oosten te beginnen. Toen hij aankwam aan de poort van Aokumo Shirakatta in de stad Kusaka in Kawachi trachtte hij Yamato binnen te dringen, maar zijn imperialistische plannen werden gedwarsboomd door Naga Sune Hiko. Jimmu liet het hier niet bij en besloot om zijn troepen voorlopig terug te trekken. Hij sprak zijn troepen als volgt toe: ‘Ik stam af van de zonnegodin en als ik het land doortrek met de zon in mijn rug om de vijand aan te vallen zal ik tegenstrijdig handelen met de wijze van de hemel. Het is beter om terug te trekken en een teken van zwakheid te laten zien, dan zullen we met de kracht van de goden van de hemel en aarde, en de zonnegodin, de vijanden vertrappelen.’ Met de zonnegodin in zijn rug trok hij met zijn troepen naar het zuiden richting Osaka (大阪市, Ōsaka-shi), rond het schiereiland Kii (紀伊半島, Kii-hantō). Vervolgens doorkruiste hij verschillende steden en uiteindelijk kwam hij aan in Tomi, waar hij Naga Sune Hiko nogmaals aanviel. Hij won de veldslag en nam een groot deel van Yamato in.
In de derde maand van 662 v.Chr. stichtte Jimmu de hoofdstad Kashihara (橿原). In diezelfde stad bouwde Jimmu een paleis waar hij zich in de eerste maand van 660 v.Chr. tot keizer kroonde. Hij heerste gedurende 76 jaar over het rijk en stierf op 126-jarige leeftijd.

## Nationale feestdag
Kenkokukinen no Hi (建国記念の日), de nationale dag van de stichting, wordt jaarlijks op 11 februari gevierd. Hoewel de viering van de stichting zich vroeg in de Japanse geschiedenis en tradities situeerde, werd het pas een officiële nationale feestdag in 1872, toen Japan haar traditionele kalender omruilde voor de Gregoriaanse kalender. Deze feestdag stond eerst bekend als Kigensetsu (紀元節), de dag van de keizer, waarbij de stichting van het Japanse keizerrijk werd gevierd met de bedoeling de vaderlandsliefde aan te wakkeren. Deze werd echter afgeschaft na de Tweede Wereldoorlog door de Amerikanen, aangezien dit patriottisme niet in het kader van de democratisering van Japan paste. Pas in 1966 werd het weer een feestdag onder de naam Kenkokukinen no Hi.

## Officieel onderzoek
Aangezien bijna iedereen in Japan geloofde dat keizer Jimmu heeft bestaan, startte het ministerie een onderzoek op in 1940 om de plaatsen voor eens en altijd te identificeren, gebruikmakend van de vaardigheden en de kennis van moderne historici.
Er dreigde gevaar voor deze onderzoekers omdat de overheid plannen had gemaakt voor bepaalde projecten. Hiervoor verwachtte de overheid medewerking van de geleerden, zodat de voorbereidingen ervoor alleen maar vorderend zouden werken. De historici ontkenden het bestaan van de legendarische keizer zeker niet, maar ze hadden allen hun twijfels over de datum van de kroning van keizer Jimmu. Toch moesten de historici op hun hoede zijn, omdat het verkondigen van deze mening in die tijd problemen kon teweegbrengen. Dat wisten ze maar al te goed nadat tal van theorieën van hun voorgangers door de overheid werden gecensureerd.

## Feit of fictie

#### Nihonshoki & Kojiki
De legendes in hoofdstuk 1 in de Kojiki en in ‘’the age of Gods’’ in de Nihonshoki dateren van 200 jaar terug in de tijd. Deze legendes moeten met respect behandeld worden, maar vanuit een rationeel standpunt kloppen veel verhalen niet of zijn incompleet en kunnen daarom in twijfel getrokken worden. Dat neemt niet weg dat er ook historische feiten in verwerkt zijn. Toch mag men bij het lezen van deze twee historische bronnen bepaalde vragen stellen. Men kan enkele vraagtekens plaatsen bij de precieze data zoals de stichting in 660 v. Chr., de dag waarbij keizer Jimmu aan zijn expeditie begon en dagen waar hij op verschillende plekken aankwam. Beide werken spreken elkaar ook vaak tegen, ze bevatten verschillende versies van bepaalde verhalen en geven een ideologisch gekleurde versie van de heldendaden van de keizers zodat ze als historische bron zeker omzichtig gebruikt moeten worden. Toch heeft de auteur getracht een goede synthese te maken van de plaatselijke mythen en legenden zodat deze in een globale mythologie werden opgenomen. Uiteindelijk kwam dit ten goede aan het centrale keizerlijke gezag.

#### Mogelijke verklaring
Tijdens de heerschappij van Keizerin Suiko ((推古) bracht de begaafde en briljante prins Shotoku Taishi (聖徳太子) systematisch buitenlandse cultuur en technologie naar Japan. Het negende jaar van de heerschappij van keizerin Suiko werd bijgevolg beschouwd als het begin van een nieuwe era. De Japanse geschiedenis had dus haar eerste cyclus voltooid. De tijd tussen keizerin Suiko en keizer Jimmu werd dan op basis van de principes van de Chinese astronomie berekend. Dit betekende concreet dat het begin van de vorige cyclus de stichting van de natie door keizer Jimmu moest geweest zijn, 1260 jaar geleden voor het negende jaar van de heerschappij van keizerin Suiko. De verschillende data bij de expeditie van keizer Jimmu werden door latere generaties verondersteld op basis van de bronnen die ze toen ter beschikking hadden. Uiteindelijk werd er een chronologie geaccepteerd door westerse en Japanse geleerden. Robert K. Reischauer werkte in zijn boek een lijst van de eerste veertien Japanse keizers uit.
* Regent Jingu staat niet op de traditionele lijst.